# Cristoforo de' Moretti

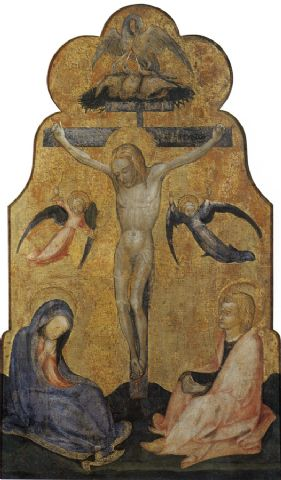
Crocifissione, collezione privata

Cristoforo de' Moretti (Cremona, ante 1451 – 1485 circa) è stato un pittore italiano.

## Biografia
Documentato in Piemonte e in Lombardia, possedeva nel 1452 una bottega a Milano, specializzata nella decorazione di finiture per cavalli. Dal 1457 lavorò a Genova, per un certo Giovanni da Montorfano, e dal 1464 al 1465 è documentato a Torino, lavorando, tra l'altro, come pittore di stemmi. Nel 1470 è ancora ricordato a Casale Monferrato e Vercelli e dal 1475 di nuovo a Milano, dove si trattenne fino al 1476.

## Stile
Esponente tardo del gotico internazionale in Italia, fu influenzato dalla scuola veronese, in particolare da Pisanello.
Se ne conservano alcuni affreschi in piccole chiese di provincia. Nell'Alte Pinakothek di Monaco di Baviera se ne conserva la metà di un dittico con santi, il cui altro sportello è nella Národní galerie di Praga.